# Carol Moseley-Braun
Pour les articles homonymes, voir Moseley et Braun.
Carol Moseley-Braun, née le 16 août 1947 à Chicago, est une femme politique, procureure et diplomate américaine. Membre du Parti démocrate, d'abord élue à la Chambre des représentants de l'Illinois, elle devient la première Afro-Américaine élue au Sénat des États-Unis en 1992, pour l'Illinois.
Candidate à sa réélection en 1998, elle est battue par Peter Fitzgerald, candidat du Parti républicain. Elle nommée ambassadrice des États-Unis en Nouvelle-Zélande et aux Samoa en 1999 par le président Bill Clinton, fonction qu'elle occupe jusqu'en 2001.

## Biographie

### Jeunesse et formation
Carol Elizabeth Moseley est la fille aînée des quatre enfants de Joseph Moseley, un officier de police de Chicago, et d'Edna Davie Moseley, une technicienne médicale en hôpital. Son père quitte la police pour devenir vendeur immobilier, et s'engage dans la vie politique ; il emmène la jeune Carol dans des meetings politiques. Joseph a des accès de colère lors desquels il devient violent tant envers son épouse que vis-à-vis de ses enfants. Les parents de Carol divorcent en 1963 ; Edna part s'installer chez sa mère avec ses quatre enfants dans le quartier d'Oakwood de Chicago, connu pour être un ghetto noir violent qui lui vaut le surnom de Bucket of Blood (« seau de sang »), où ils resteront durant deux ans.
Elle rejoint le Black Panther Party comme volontaire du programme des petits déjeuners pour les enfants défavorisés. Après ses études secondaires à la Parker High School, Carol Moseley est acceptée à l'université de l'Illinois à Chicago où elle obtient son baccalauréat universitaire en sciences politiques en 1969. Elle poursuit ses études à la faculté de droit de l'université de Chicago où elle obtient son Juris Doctor en 1972,,,.

### Carrière
De 1973 à 1977, Carol Moseley-Braun travaille comme assistante du procureur des États-Unis (AUSA) de Chicago. En 1978, elle est élue à la Chambre des représentants de l'Illinois, où elle exerce quatre mandats successifs. Elle entre à la Chambre des représentants pour le 24e district, nouvellement redessiné, le 5 janvier 1979, et la quitte le 1er décembre 1988 en tant qu'élue du 25e district (à partir de 1983).

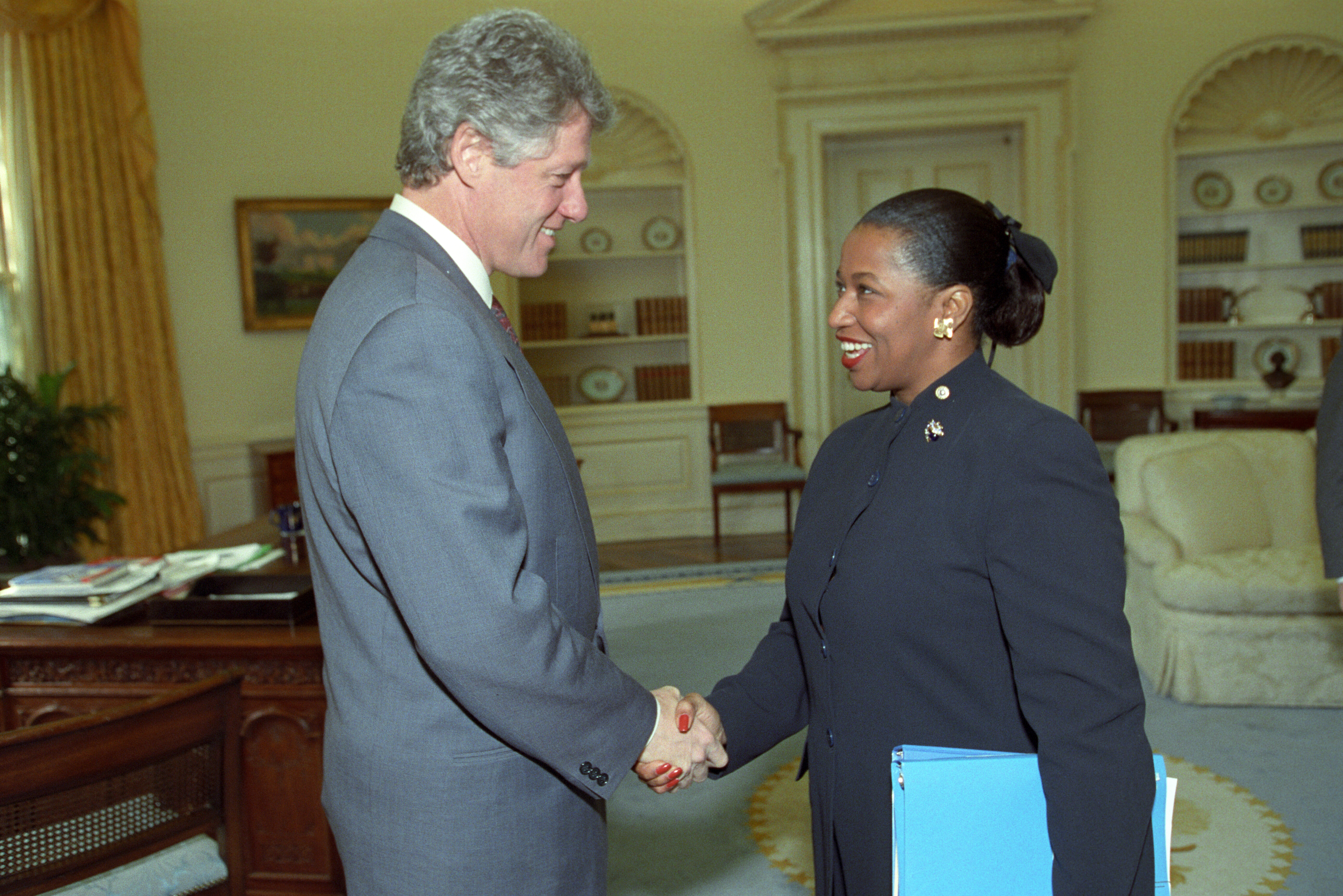
Carol Moseley-Braun avec le président Clinton, en 1993.

En 1992, elle est élue sénatrice de l'Illinois au Congrès des États-Unis. Elle est alors la première femme afro-américaine à siéger au Sénat des États-Unis,, ainsi que la première personnalité afro-américaine élue au Sénat pour le Parti démocrate. Elle est cependant battue lors des élections sénatoriales de 1998 par le républicain Peter Fitzgerald.
De 1999 à 2001, sous l'administration de Bill Clinton, elle est ambassadrice en Nouvelle-Zélande, également accréditée aux Samoa. Le Sénat la confirme à ce poste à une écrasante majorité, par 96 voix contre 2,,,.

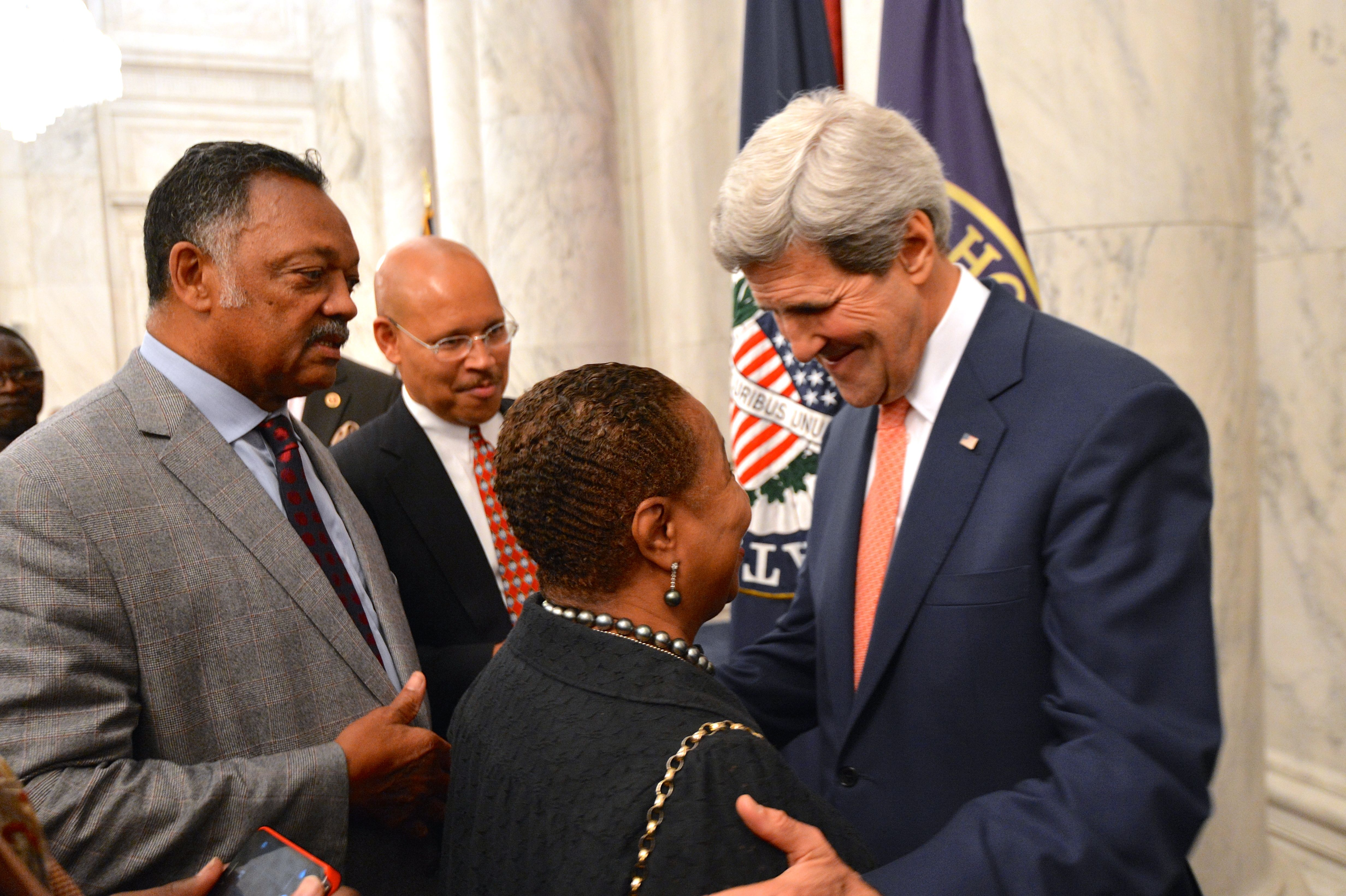
Le pasteur Jesse Jackson et Carol Moseley-Braun avec le secrétaire d'État John Kerry en 2014.

Elle est par la suite candidate aux élections primaires démocrates pour l'élection présidentielle de 2004, avant d'abandonner quelques jours avant le caucus de l'Iowa.
En 2011, Carol Moseley-Braun est candidate au poste de maire de Chicago, mais finit quatrième avec moins de 9 % des voix lors des élections municipales,,.

### Vie personnelle
En 1973, elle épouse son condisciple de la faculté de droit Michael Braun. Le couple donne naissance à un garçon, Matthew, en 1977, mais divorce en 1986,,.